# Johannes Flintoe
Johannes Flintoe né en 1787 à Copenhague et mort dans la même ville le 27 janvier 1870 est un peintre paysagiste dano-norvégien.

## Biographie
Johannes Flintoe entre en 1802 à l'Académie royale des beaux-arts du Danemark et arrive à Christiania (Oslo) en 1811. Il voyage énormément à travers la Norvège et dépeint dans ses œuvres les paysages et scènes traditionnelles du pays. Son influence en Norvège est très importante, et il amorce en particulier l'arrivée du nationalisme romantique dans le pays.

Œuvres de Johannes Flintoe
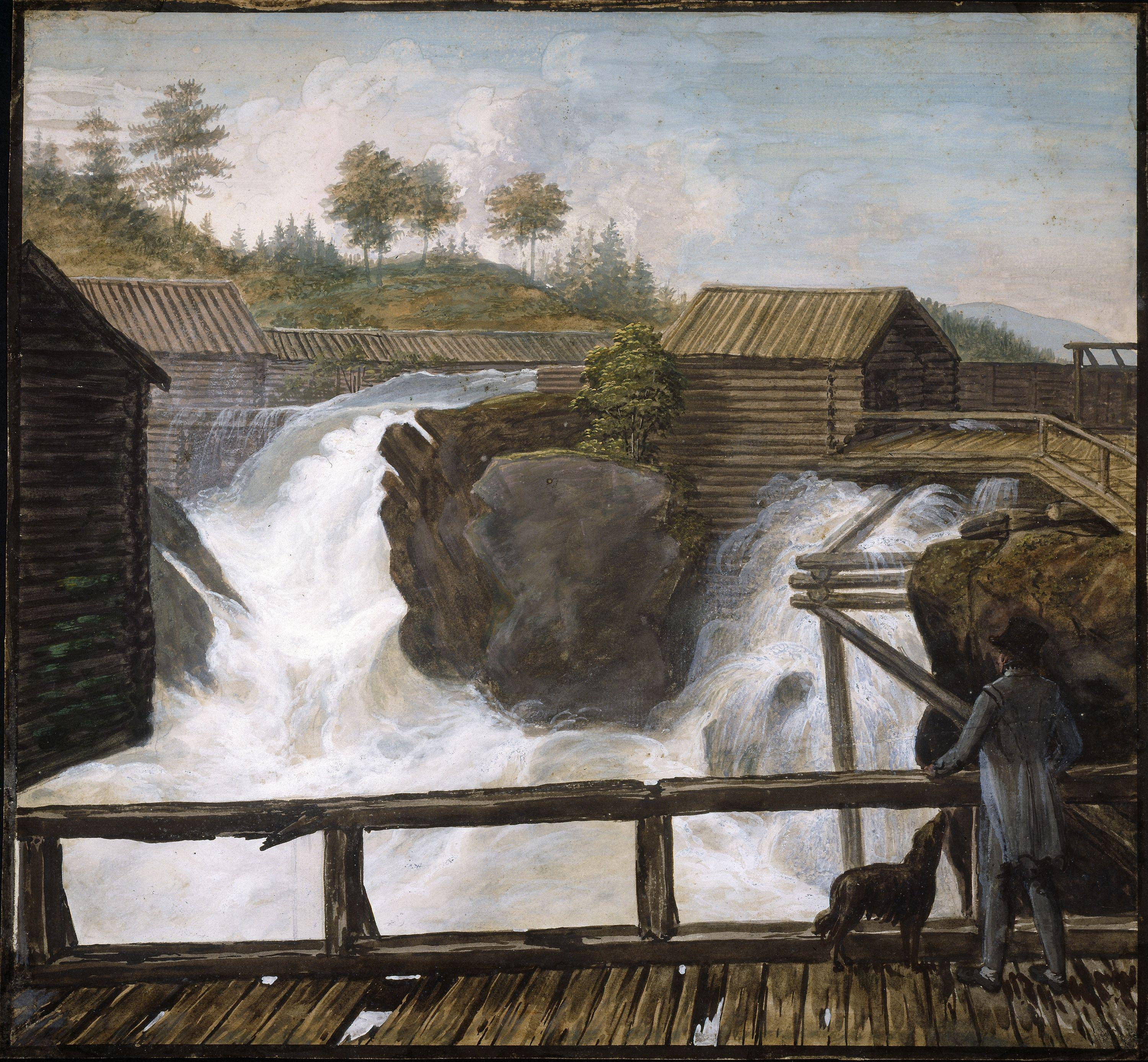
Hønefossen, 1819, Oslo, musée national de l'Art, de l'Architecture et du Design.
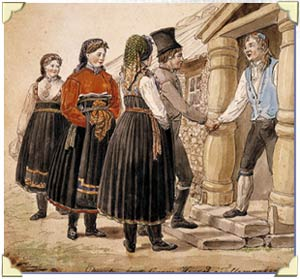
Costumes traditionnels du Telemark, 1821, Oslo, musée national de l'Art, de l'Architecture et du Design.
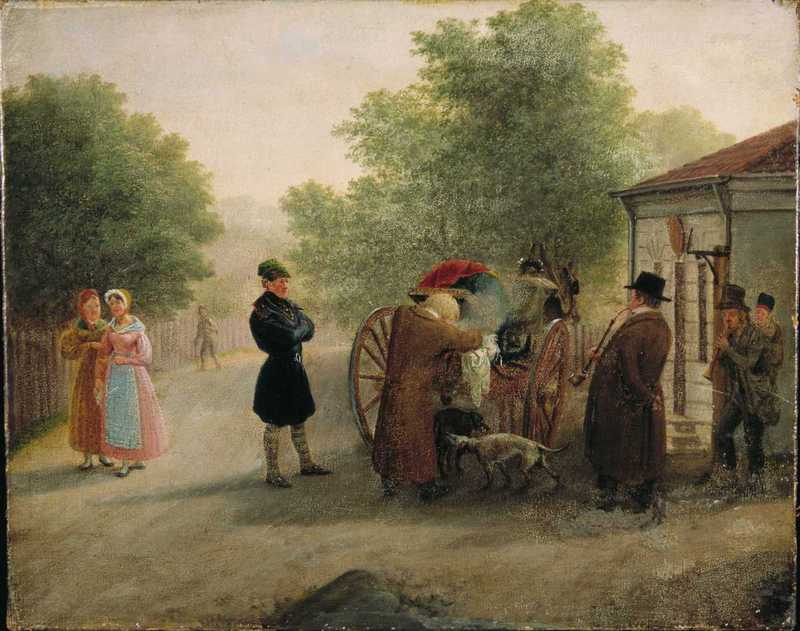
Tollvisitasjon ved Klingenberg, 1830, Oslo Museum (en).
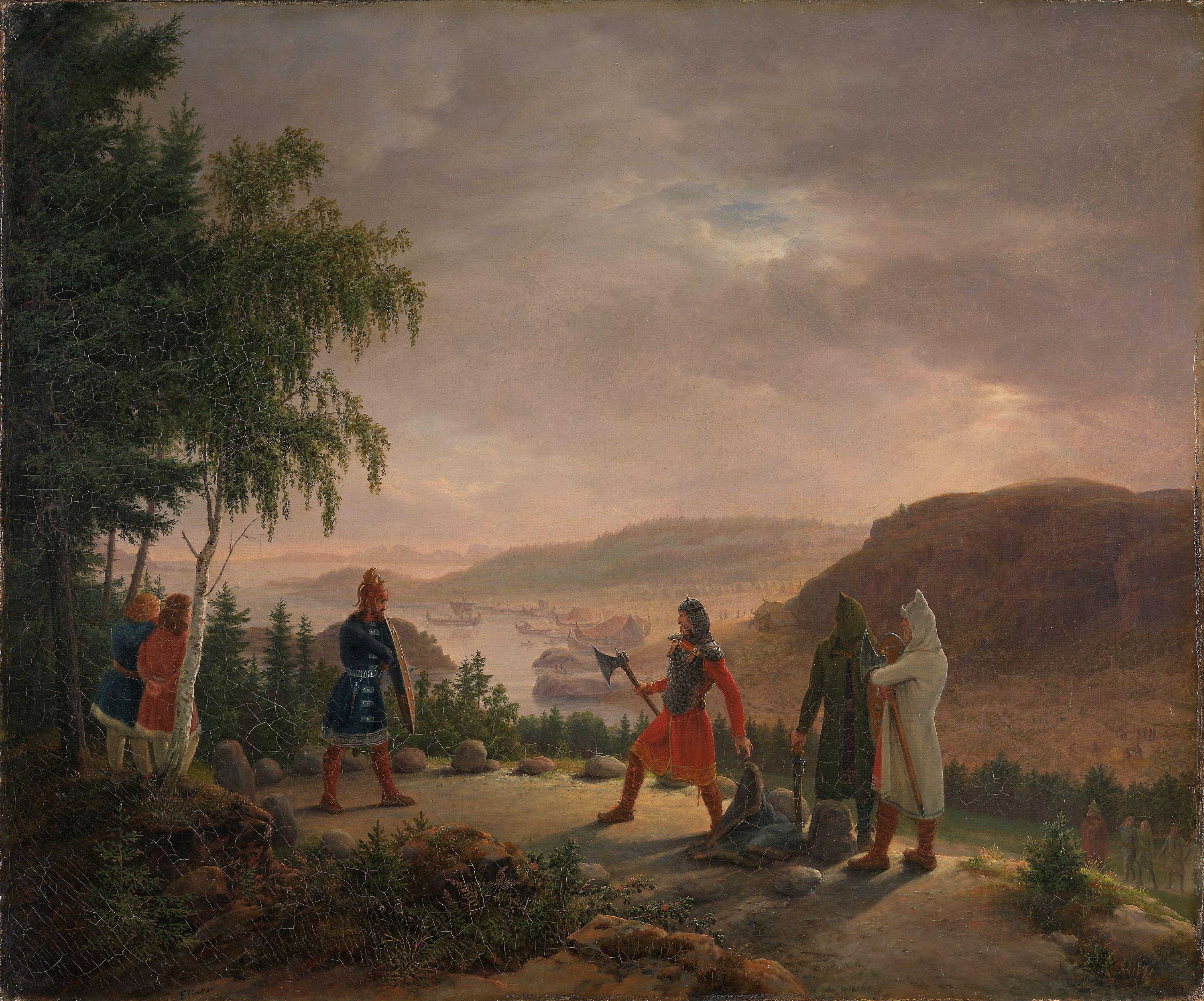
Le Port de Skiringssal, vers 1835, Oslo, musée national de l'Art, de l'Architecture et du Design.